# Poids-de-Fiole
Poids-de-Fiole là một xã trong vùng hành chính Franche-Comté, thuộc tỉnh Jura, quận Lons-le-Saunier (quận), tổng Conliège. Tọa độ địa lý của xã là 46° 35' vĩ độ bắc, 05° 37' kinh độ đông. Poids-de-Fiole nằm trên độ cao trung bình là 540 mét trên mực nước biển, có điểm thấp nhất là 513 mét và điểm cao nhất là 611 mét. Xã có diện tích 6.49 km², dân số vào thời điểm 1999 là 249 người; mật độ dân số là 38 người/km².

## Thông tin nhân khẩu
| 1962 | 1968 | 1975 | 1982 | 1990 | 1999 |
| ---- | ---- | ---- | ---- | ---- | ---- |
| 141  | 145  | 183  | 296  | 274  | 249  |

## Địa điểm tham quan
Nhà thờ được xây dựng trong thế kỉ thứ 16.